# 1. konjeniška divizija (Avstro-Ogrska)
1. konjeniška divizija (izvirno nemško 1. Kavallerie-Division oz. nemško 1. Kavallerietruppen-Division) je bila konjeniška divizija avstro-ogrske skupne vojske, ki je bila aktivna med prvo svetovno vojno.

## Organizacija
Maj 1914
- 6. konjeniška brigada
- 7. konjeniška brigada
- 12. konjeniška brigada
- reitende Artillerie-Division Nr. 6
- reitende Artillerie-Division Nr. 7

## Poveljstvo
Poveljniki (Kommandanten)
- Artur Peteani von Steinberg: avgust 1914–februar 1915
- Theodor von Leonhardi: februar–september 1915
- Eugen Chevalier Ruiz de Roxas: oktober 1915–julij 1917
- Johann Pollet von Polltheim: julij–oktober 1917
- Ferdinand von Habermann: oktober 1917–november 1918